# Вір Понсонбі
Капітан Вір Бра́базон По́нсонбі (англ. Vere Ponsonby, 9th Earl of Bessborough; 27 жовтня 1880, Лондон, Англія — 10 березня 1956, Лондон, Англія) — англійський бізнесмен, політик, 14-й Генерал-губернатор Канади після затвердження федерації.